# Al Stewart
Al Stewart (5 de setembro de 1945), registrado como Alastair Ian Stewart, é um músico, cantor e compositor britânico  conhecido por seu sucesso de 1976 "Year of the Cat" do álbum (disco de platina) Year of the Cat.
Stewart chegou ao estrelato após participar do British folk revival durante os anos 1960s e 1970s, desenvolvendo seu estilo único de combinar canções folk-rock e temas ligados à eventos e personagens da história.

## Trabalho
Seu álbum debutante foi The Elf, reforçada pela versão dos Yardbirds "Turn into Earth", lançado em 1966 pela gravadora Decca Records, e incluia participações do guitarrista Jimmy Page (depois Yardbirds e Led Zeppelin), o primeiro de muitos guitarristas que tocaram com Stewart, incluindo Richard Thompson, Tim Renwick e Peter Branco). Este álbum foi reeditado em CD em 2007. Em seguida, assinou com a gravadora Columbia Records (CBS, no Reino Unido), lançando seis álbuns. Sendo que os primeiros quatro destes atraíram relativamente pouco interesse comercial , mas sua popularidade cresceu de forma constante devido seus álbuns conterem letras introspectivas mais incisivas de Stewart.

## Discografia
- 1967 - Bedsitter Images
- 1969 - Love Chronicles
- 1970 - Zero She Flies
- 1972 - Orange
- 1974 - Past, Present And Future
- 1975 - Modern Times
- 1976 - Year Of The Cat
- 1978 - Time Passages
- 1980 - 24 Carrots
- 1981 - Indian Summer
- 1984 - Russians & Americans
- 1988 - Last Days Of The Century
- 1992 - Rhymes In Rooms
- 1993 - Famous Last Words
- 1995 - Between The Wars
- 1996 - Seemed Like A Good Idea At The Time
- 2000 - Down In The Cellar
- 2002 - Time Passages Live
- 2003 - A Beach Full Of Shells
- 2008 - Sparks of Ancient Light